# Zeitschrift für Social- und Wirthschaftsgeschichte

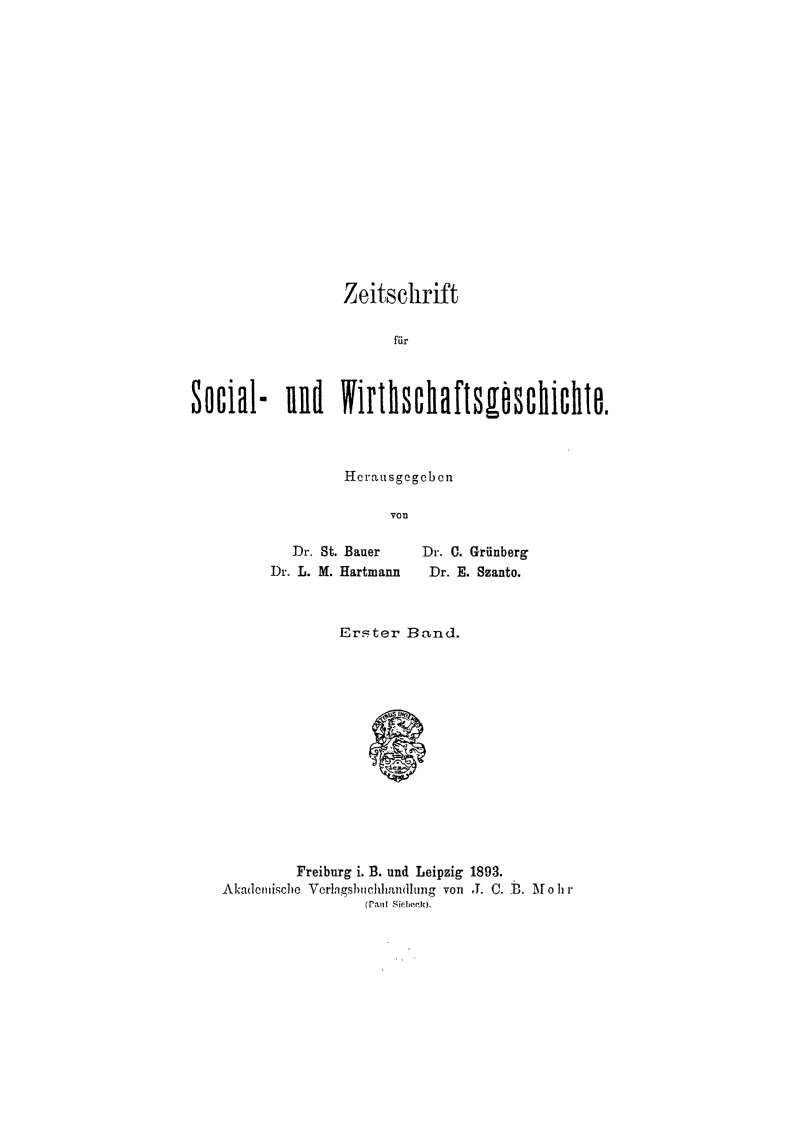
Titelseite der Erstausgabe der Zeitschrift für Social- und Wirthschaftsgeschichte von 1893

Die Zeitschrift für Social- und Wirtschaftsgeschichte erschien von 1893 bis 1900 und war die Vorläuferin der noch heute existierenden, 1902 gegründeten Vierteljahrschrift für Sozial- und Wirtschaftsgeschichte. Sie wurde herausgegeben von Stephan Bauer, Carl Grünberg, Ludo Moritz Hartmann und Emil Szanto und erschien im Verlag J.C.B. Mohr, Freiburg i. B. und Leipzig in sieben Jahresbänden.

## Gegenstand und Inhalt
Die Zeitschrift sollte nach dem Willen der Herausgeber „ausschließlich der Erforschung der wirthschaftlichen Zustände aller Zeiten und Völker dienen“, und nicht der Beschäftigung mit wirtschaftlichen und sozialen Themen der Gegenwart. Es handelt sich also um eine rein der historischen Sicht verpflichtete Zeitschrift.
Die Zeitschrift besteht aus Jahresbänden, die jeweils eigenständige Aufsätze enthalten, Miscellen, Literaturbesprechungen, Übersichten über die in Europa zum Thema erschienene Literatur (in den jeweiligen Sprachen) und eine Aufzählung der thematisch interessierenden Zeitschriftenaufsätze aus den entsprechenden europäischen Fachzeitschriften, die manchmal in Deutsch zusammengefasst oder kommentiert wurden.

## Bewertung
Die Zeitschrift diente der Vernetzung des europäischen Wissens zum Thema der Wirtschaftsgeschichte und der Ermöglichung eines internationalen Überblicks. Die Autoren waren  führende Fachvertreter, z. B. Lujo Brentano, Franz Eulenburg, Karl Lamprecht, Theodor Mommsen, Robert von Pöhlmann und Werner Sombart.